# 基基克塔卢克地区

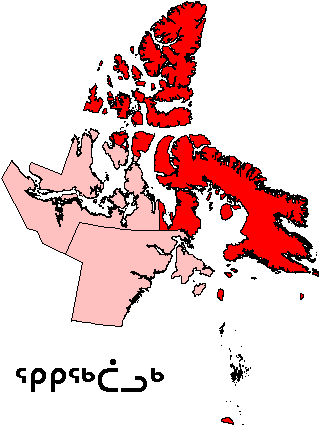

基基克塔卢克地区（發音：[qikiqtaːˈluk]），又称基奇坦尼地区（Qikiqtani Region）、巴芬地区（Baffin Region），是加拿大努纳武特的一个行政区，基基克塔卢克是巴芬岛的伊努克提圖特語名称。基基克塔卢克地区包含巴芬岛、埃尔斯米尔岛、贝尔彻群岛、阿克塞尔海伯格岛、萨默塞特岛等岛屿，以及威尔士亲王岛的北半部，梅尔维尔半岛等地区。该地区的行政中心为伊魁特，也是努納武特的首府。总面积1,040,417.90平方（401,707.60平方英里），总人口19,355（2021）。

## 所辖社区

### 城市
- 伊魁特

### 村镇
- 北极湾

### 无建制地区
- 巴芬无建制地区